# Gare d’Aubazine – Saint-Hilaire
Gare d'Aubazine - Saint-Hilaire – stacja kolejowa w miejscowości Saint-Hilaire-Peyroux, w departamencie Corrèze, w regionie Nowa Akwitania, we Francji. Jest zarządzana przez SNCF i obsługiwana przez pociągi TER Nouvelle-Aquitaine. Położona jest w pobliżu gminy Aubazines.

## Położenie
Znajduje się na linii Coutras – Tulle, na km 158,029 między stacjami Brive-la-Gaillarde i Cornil, na wysokości 134 m n.p.m.

## Linie kolejowe
- Linia Coutras – Tulle